# Morton H. Levine
 (novembre 2015).
Si vous disposez d'ouvrages ou d'articles de référence ou si vous connaissez des sites web de qualité traitant du thème abordé ici, merci de compléter l'article en donnant les références utiles à sa vérifiabilité et en les liant à la section « Notes et références ».
Morton H. Levine, né le 8 février 1922 à Brooklyn et mort le 1er janvier 1982, est un anthropologue et professeur d'anthropologie nord-américain.

## Biographie
Parmi ses travaux les plus importants figurent les premières recherches qui permirent de mettre en exergue les particularités hématologiques du peuple basque dans les années 1960. Ses études effectuées dans les communes d'Ahetze et de Macaye mirent en évidence la forte présence du groupe sanguin O et de rhésus négatifs.